# Estación Gregores B
La estación Gregores B forma parte del sistema Autobuses Caleta Olivia. Debe su nombre a la calle homónima que cruza la Avenída Máximo Berezoski a la altura de la estación. Fue inaugurada en 2011.

## Características
Se accede al plataforma mediante una rampa. La parada no incluye carteles informativos sobre el servicio y la combinaciones posibles. La parada es cubierta, cuentan con asientos, rampas para facilitar la subida y paredes laterales con el fin de resguardar del viento. 

## Colectivos
Esta estación es operada exclusivamente por la  línea B.